# Friedrich Theodor Müller (Politiker, 1821)
Friedrich Theodor Müller (* 1. Mai 1821 in Hamburg; † 16. April 1880 in Montreux) war ein deutscher Rechtsanwalt und Hamburger Senator.
Müller wurde während seines Studiums in Jena 1840 Mitglied der Gesellschaft auf dem Burgkeller und der Burschenschaft auf dem Fürstenkeller. Er erlangte 1843 an der Universität Heidelberg den Titel Doktor der Rechte und ließ sich im selben Jahr in Hamburg als Anwalt nieder. Er wurde 1845 Mitglied der Patriotischen Gesellschaft und beteiligte sich mit Veröffentlichungen zu den politischen Fragen seiner Zeit an den damaligen Diskussionen. Insbesondere veröffentlichte er mehrere Rechtsgutachten zu Beschlüssen des Senats.
Müller wurde in die Hamburger Konstituante gewählt und 1859 in die Hamburgische Bürgerschaft. Noch im selben Jahr legte er jedoch sein Mandat nieder, um Sekretär des Bürgerausschusses zu werden. Am 8. November 1861 wurde Müller zum Senatssekretär berufen und nach 7 Monaten am 22. August 1862 in den Hamburger Senat gewählt.
Müller gehörte dem Senat bis zu seinem Rücktritt aus gesundheitlichen Gründen am 12. Mai 1869 an, zu seinem Nachfolger wurde Karl Cropp gewählt. Im Senat war Müller neben anderen Ämtern Mitglied des Militärdepartements und von 1865 bis 1867 Landherr von Ritzebüttel.
Nach seinem Ausscheiden aus dem Senat wurde Müller wieder in die Schuldeputation gewählt, der er von 1870 bis zu seinem Tod 1880 angehörte.